# Varanus glauerti
Varanus glauerti — вид, що належить до родини варанових.

## Опис
Довжина хвоста в середньому у 1,80 рази більша довжини тулуба. Довжина тулуба від 70 до 250 мм, загальна довжина 170—800 мм. Середня довжина тулуба і маса 215 мм і 95 грамів для дорослих самців і 180 мм і 60 грамів для дорослих самиць.

## Поширення
Країни проживання: Австралія (Північна територія, Західна Австралія). Цей вид зустрічається в основному на скелястих ущелинах або на укосах, особливо в Кімберлі. Вид також може бути деревним і жити в мусонному лісі на північному заході Арнем-Ленду.

## Біологія
V. glauerti має постійну підконтрольну територію розміром від 1.25 до 7.37 га, території перекриваються між особинами. Самці і пари часто користуються одним і тим же деревом, і навіть тим же розгалуженням гілля, без ознак войовничої поведінки поза сезоном розмноження. Varanus glauerti є наземним у Кімберлі, і в першу чергу деревним у Арнем Ленді. Тваринні живлять на землі, особливо в густих заростях лози, і, здається, подорожують на землі серед дерев і оголення скельних порід. Вони є активними вдень і повертаються до притулків за 1,5—2 години до заходу сонця.
V. glauerti виловлюють з опалого листя у заростях лози невеликі сцинків (Carlia, Claphyromorpbus), а також ловлять і з'їдають дрібних безхребетних, що зустрічаються під час подорожі на землі. Однак більшість пожитку, здається, знаходять в тріщинах скель і (особливо) в дуплах дерев і при розкопках згнилих дерев. James er al. (1992) дослідили вмісти шлунків 47 V. glauerti з Кімберлі й вони містили 38,3 % прямокрилих, 29,8 % павуків, 12,8 % тарганів, 8,5 % ящірок (Heteronntia і Cryptoblepbarus).

## Розмноження
Агресивна поведінка під час сезону розмноження не спостерігається. Польові спостереження у Арнем-Ленда показали, що сезон розмноження триває з середини травня до початку або середини липня (саме спаровування відбуваються в кінці травня і на початку червня), з одним записом відкладання яєць у великому дуплі дерева в середині липня. Один самець відвідує кількох самиць кілька днів під час сезону розмноження. Самці, здавалося, зберігають інформацію про останнє відоме розташування для кожної самиці, оскільки вони безпосередньо поверталися на те місце.

## Загрози та охорона
Інтенсифікація пожеж у Арнем Ленді загрожує мусонним лісам і V. glauerti, який живе там. Не зважаючи на заборону, вид присутній у міжнародній торгівлі домашніми тваринами через контрабанду вирощених у неволі тварин. Експорт усіх австралійських варанів заборонений. Цей вид зустрічається в районах, які є або природними заповідниками або територіями аборигенів.